# Mimochariergus carbonelli
Mimochariergus carbonelli är en skalbaggsart som beskrevs av Dmytro Zajciw 1960. Mimochariergus carbonelli ingår i släktet Mimochariergus och familjen långhorningar.
Artens utbredningsområde är Uruguay. Inga underarter finns listade i Catalogue of Life.